# روبن گابریل
روبن گابریل (انگلیسی: Reuben Gabriel؛ زادهٔ ۲۵ سپتامبر ۱۹۹۰) یک بازیکن فوتبال اهل نیجریه است.
وی همچنین در تیم‌های ملی فوتبال نیجریه نیجر بازی کرده‌است.